# Ronde van Spanje 2007/Zesde etappe
De zesde etappe van de Ronde van Spanje 2007 vond plaats op 6 september 2007. De rit ging over 195 kilometer van Reinosa naar Logroño.

## Uitslag
| rang | renner              | land        | ploeg                              | tijd      |
| ---- | ------------------- | ----------- | ---------------------------------- | --------- |
| 1    | Óscar Freire        | Spanje      | Rabobank                           | 4u 24'10" |
| 2    | Koldo Fernández     | Spanje      | Euskaltel - Euskadi                | z.t.      |
| 3    | Angelo Furlan       | Italië      | Crédit Agricole                    | z.t.      |
| 4    | Tom Boonen          | België      | Quick•Step-Innergetic              | z.t.      |
| 5    | André Korff         | Duitsland   | T-Mobile Team                      | z.t.      |
| 6    | Alessandro Petacchi | Italië      | Team Milram                        | z.t.      |
| 7    | Aurélien Clerc      | Zwitserland | Bouygues Télécom                   | z.t.      |
| 8    | André Greipel       | Duitsland   | T-Mobile Team                      | z.t.      |
| 9    | Francesco Chicchi   | Italië      | Liquigas                           | z.t.      |
| 10   | Rony Martias        | Frankrijk   | Bouygues Télécom                   | z.t.      |
| 11   | René Mandri         | Estland     | AG2R Prévoyance                    | z.t.      |
| 12   | Carlos Da Cruz      | Frankrijk   | La Française des Jeux              | z.t.      |
| 13   | Alessandro Vanotti  | Italië      | Liquigas                           | z.t.      |
| 14   | Leonardo Duque      | Colombia    | Cofidis, Le Crédit par Téléphone   | z.t.      |
| 15   | Janez Brajkovič     | Slovenië    | Discovery Channel Pro Cycling Team | z.t.      |
| 16   | Erik Zabel          | Duitsland   | Team Milram                        | z.t.      |
| 17   | Allan Davis         | Australië   | Discovery Channel                  | z.t.      |
| 18   | Patrick Calcagni    | Zwitserland | Liquigas                           | z.t.      |
| 19   | Stefan Schumacher   | Duitsland   | Gerolsteiner                       | z.t.      |
| 20   | Manuel Vázquez      | Spanje      | Andalucía-Cajasur                  | z.t.      |

## Algemeen klassement
| rang | renner                     | land       | ploeg                              | tijd       |
| ---- | -------------------------- | ---------- | ---------------------------------- | ---------- |
| 1    | Vladimir Jefimkin          | Rusland    | Caisse d'Epargne                   | 24u 34'51" |
| 2    | Denis Mensjov              | Rusland    | Rabobank                           | op 1'06"   |
| 3    | Carlos Sastre              | Spanje     | Team CSC                           | z.t.       |
| 4    | Maxime Monfort             | België     | Cofidis, Le Crédit par Téléphone   | z.t.       |
| 5    | Stijn Devolder             | België     | Discovery Channel Pro Cycling Team | z.t.       |
| 6    | Leonardo Piepoli           | Italië     | Saunier Duval – Prodir             | z.t.       |
| 7    | Cadel Evans                | Australië  | Predictor - Lotto                  | op 1'28"   |
| 8    | Sylvain Chavanel           | Frankrijk  | Cofidis, Le Crédit par Téléphone   | op 1'33"   |
| 9    | Ezequiel Mosquera          | Spanje     | Karpin - Galicia                   | op 1'36"   |
| 10   | Leonardo Bertagnolli       | Italië     | Liquigas                           | op 1'49"   |
| 11   | Stéphane Goubert           | Frankrijk  | AG2R Prévoyance                    | op 1'54"   |
| 12   | Manuel Beltrán             | Spanje     | Liquigas                           | op 1'57"   |
| 13   | Óscar Pereiro              | Spanje     | Caisse d'Epargne                   | z.t.       |
| 14   | Chris Anker Sørensen       | Denemarken | Team CSC                           | op 2'18"   |
| 15   | Franco Pellizotti          | Italië     | Liquigas                           | z.t.       |
| 16   | José Ángel Gómez Marchante | Spanje     | Saunier Duval – Prodir             | op 2'23"   |
| 17   | Samuel Sánchez             | Spanje     | Euskaltel - Euskadi                | op 2'29"   |
| 18   | Igor Antón                 | Spanje     | Euskaltel - Euskadi                | op 2'30"   |
| 19   | Carlos Barredo             | Spanje     | Quickstep – Innergetic             | op 2'32"   |
| 20   | Josep Jufré                | Spanje     | Predictor - Lotto                  | op 2'49"   |

1e etappe ·
2e etappe ·
3e etappe ·
4e etappe ·
5e etappe ·
6e etappe ·
7e etappe ·
8e etappe ·
9e etappe ·
10e etappe ·
11e etappe ·
12e etappe ·
13e etappe ·
14e etappe ·
15e etappe ·
16e etappe ·
17e etappe ·
18e etappe ·
19e etappe ·
20e etappe ·
21e etappe

Startlijst · Eindstanden · Afbeeldingen